# Гросс, Евгений Фёдорович
Евге́ний Фёдорович Гро́сс (8 [20] октября 1897, Колпино, Санкт-Петербургская губерния — 4 апреля 1972, Ленинград) — советский физик-экспериментатор, основные работы посвящены оптике и спектроскопии твёрдого тела, исследованиям рассеяния света в конденсированных системах; открыл тонкую структуру линии рэлеевского рассеяния в кристаллах и жидкостях, — спектр рассеяния малых частот в кристаллах («гроссовские частоты»), предложил метод определения времени релаксации молекул из спектра рассеянного света, применимый к неполярным жидкостям; исследовал электронные спектры кристаллов; экспериментально доказал существование экситонов в полупроводниковых кристаллах; член-корреспондент АН СССР (1946), лауреат Сталинской (1946) и Ленинской (1966) премий.

## Биография
Отец, Фёдор Христофорович Гросс (1855—1919) — начальник Адмиралтейских Ижорских заводов (1895—1908): до 1894 года — помощник начальника, с 16 января 1895 года — старший инженер-механик, с 1899 года флагманский инженер-механик.
Хорошее представление об экономической составляющей вверенного его управлению производства, понимание важности теоретической базы и эксперимента, проведения химических и механических испытаний металла, которые, по словам Ф. Х. Гросса, «…есть путеводная звезда в стальном производстве» — всё это в определённой мере говорит и об умонастроениях, которые были свойственны среде воспитания, и которые предопределили выбор будущего физика-экспериментатора.
Жена — А. И. Гросс.

### Краткая хронология
- 1915 — окончил курс реального училища в Петрограде;
- 1918 — поступил на физическое отделение физико-математического факультета Петроградского университета
- 1919 — приглашён Д. С. Рождественским в основанный им Государственный оптический институт (ГОИ) на должность лаборанта при мастерских;
- 1919—1922 — состоял в рядах Красной Армии, заведовал метеорологической и аэрологической лабораториями Высшей военно-воздухоплавательной школы в Ленинграде;
- 1924 — окончил физико-математический факультет Петроградского университета; оставлен при университете для подготовки к научной и педагогической деятельности;
- 1925 — 1 октября приглашен на место ассистента в Ленинградский государственный университет — начало педагогической деятельности;
- 1925—1933 — в Государственном оптическом институте, в различных должностях: от ассистента до действительного члена института и руководителя; с 1932 года — по совместительству в Научно-исследовательском физическом институте ЛГУ занимался научными исследованиями и работой с аспирантами;
- 1930 — открыл явление рассеяния света на акустических фононах в кристаллах и жидкостях;
- 1935 — в марте арестован, приговорён к 10 годам ссылки без права проживать в 10 городах СССР («минус десять») после её окончания, выслан в Саратов в административном порядке (как пишет Е. Ф. Гросс в автобиографии: «За что — осталось для меня неизвестным»)[6];
- 1936 — 5 марта Высшей аттестационной комиссией за работы по рассеянию света присвоена степень доктора физико-математических наук без защиты диссертации;
- 1936 — 8 августа постановлением Особого совещания НКВД высылка отменена[7], — возвратился в Ленинград;
- 1935—1936 — сотрудник Научно-исследовательского физического института Ленинградского государственного университета (НИФИ ЛГУ), заведующий отделом молекулярной физики;
- 1938 — 17 апреля утверждён в учёном звании профессора;
- 1938 — организовал кафедру молекулярной физики, которой заведовал до 1972 года (с 1987 года — кафедра физики твердого тела[8]);
- 1941 — с 12 июня по 22 июля директор НИФИ ЛГУ; в июле эвакуирован с группой сотрудников ЛГУ в Елабугу; организовал группу физиков для выполнения исследований по заданиям Государственного комитета обороны;
- 1944 — приглашён на должность заведующего лабораторией в Ленинградский физико-технический институт АН СССР для организации работ по оптике полупроводников, впоследствии — заведовал лабораторией;
- 1946 — в январе за научные исследования присуждена Сталинская премия;[9] 4 декабря Общим собранием академии избран членом-корреспондентом АН СССР;
- 1965 — организовал оптическую лабораторию в Институте полупроводников АН СССР;
- 1967 — за научные исследования и научно-организационную педагогическую деятельность награждён орденом Ленина[10][11].

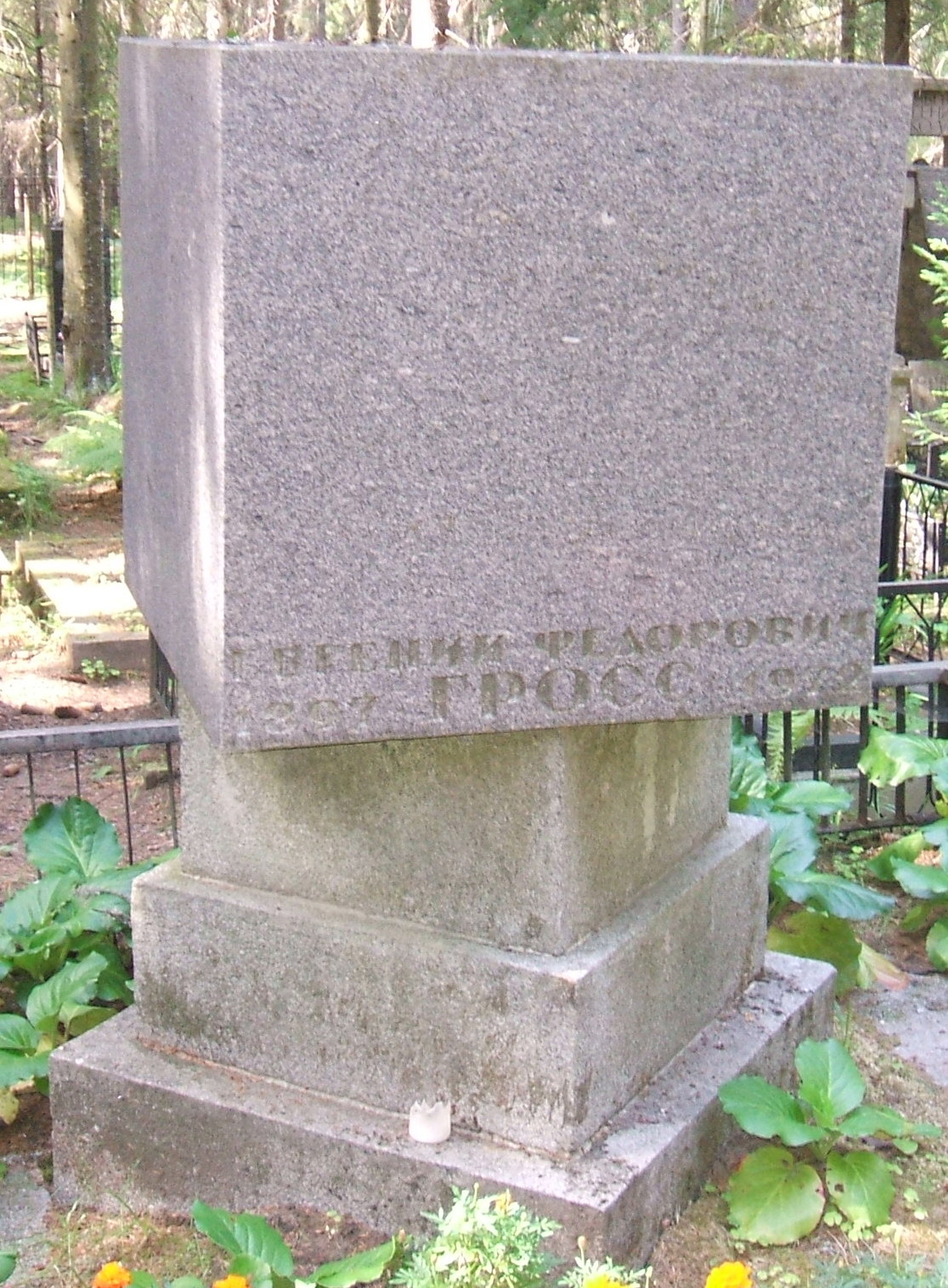
Памятник на могиле Е. Ф. Гросса

Е. Ф. Гросс умер в 1972 г., похоронен на кладбище в Комарово.

## Вклад в науку
Как сказано в представлении к избранию в академию, Е. Ф. Гросс — ученый «с ярко выраженной научной индивидуальностью» (С. Вавилов и Д. Рождественский). Но что касается того, в чём конкретно проявилась эта уникальность естествоиспытателя, через многие годы обозначили его ученики: «Сегодня уже трудно указать раздел спектроскопии жидкостей, стёкол или кристаллов, в развитие которого Ε. Φ. Гросс не внёс бы существенный, а часто и основополагающий вклад».
Евгений Фёдорович Гросс — автор научного открытия «Явление существования особого возбужденного состояния кристалла — экситона», которое занесено в Государственный реестр открытий СССР под № 105 с приоритетом от 1931 г.

### В университете и в Государственном оптическом институте
Первые работы учёного посвящены исследованиям сверхтонкой структуры спектральных линий в газах. В 1926 году Е. Ф. Гросс совместно с А. Н. Терениным провёл исследование спектральных линий оптически возбуждённых паров ртути, цезия и рубидия. В 1927 году он провёл спектроскопические исследования изумрудов.
В самом конце 1920-х — начале 1930-х годов Е. Ф. Гросс начал исследования рассеяния в аморфных телах — плавленом кварце и стекле. В 1930 году Е. Ф. Гроссом было открыто явление рассеяния света на акустических фононах в кристаллах и жидкостях.
В результате проведённой работы им впервые было показано наличие комбинационного рассеяния в аморфных телах — эффект Рамана (комбинационное рассеяния наблюдалось также Л. И. Мандельштамом и Г. С. Ландсбергом в 1928 году) — результаты, полученные Е. Ф. Гроссом, явилось также важным фактором в понимании строения стёкол и аморфных тел вообще, микроструктуры жидкостей и кристаллов. Далее Е. Ф. Гросс экспериментально доказал существование рассеяния от упругих тепловых волн в твёрдых и жидких телах. Теоретически эффект был предсказан Л. И. Мандельштамом и Л. Н. Бриллюэном (1928; рассеяние Мандельштама — Бриллюэна), но, как в отношении его существования, так и в возможности экспериментального доказательства, отдельными учёными были высказаны сомнения. При всей сложности условий Е, Ф. Гросс сумел провести опыты, демонстрирующие справедливость гипотезы — экспериментально установить существование эффекта. Именно за эти работы Е. Ф. Гроссу в 1936 г. без защиты диссертации была присуждена ученая степень доктора физико-математических наук.
С межмолекулярными колебаниями в решетке и выяснением природы «крыльев» линии Рэлея в жидкостях связано открытие Е. Ф. Гроссом спектра рассеяния малых частот в кристаллах — «гроссовы» или «гроссовские частоты» (1935; совместно с Μ. Φ. Вуксом). Многие результаты этой работы теперь считаются классическими, они очень показательны в оценке масштабов его исследований, посвящённых рассеянию света, они наделены большим потенциалом для исследований рассеянного света, для решения фундаментальных проблем строения и свойств жидкостей, стекол и кристаллов, — оказали значительное влияние па развитие молекулярной оптики и принесли исследователю мировую известность, благодаря им он причислен к ведущим спектроскопистам.

### Кафедра молекулярной физики
Открытие кафедры на физическом факультете ЛГУ намечалось ещё в 1935 году, возглавить её должен был профессор В. К. Фредерикс, но в 1936 году его арестовали, а в конце лета 1936 года из саратовской ссылки, благодаря стараниям академиков Д. С. Рождественского и С. И. Вавилова, возвратился Евгений Фёдорович Гросс. В то время он был сотрудником ГОИ. Е. Ф. Гросса назначают исполняющим обязанности заведующего кафедрой (утвержден в должности 14 июня 1938 года — это была первая в Союзе такая кафедра в системе университета), которую он возглавлял до своей кончины.
Основной задачей кафедры на протяжении всего времени её существования явились исследования оптики конденсированного состояния, что определялось научными интересами её основателя и потребностью подготовки специалистов по данной тематике.
Новаторские работы Ε. Φ. Гросса посвящены связи рассеяния света с релаксационными явлениями в жидкостях. В 1940 году им был найден метод определения времени ориентационной релаксации молекул из спектра рассеянного света, применимый к неполярным жидкостям. За эту работу Е. Ф. Гросс в 1946 году был удостоен Сталинской премии, — избран членом-корреспондентом Академии наук СССР.
Начатое в довоенное время и продолженное в конце 1940-х изучение колебательных состояний в молекулярных кристаллах и жидкостях методами рэлеевского и рамановского рассеяния, с середины 1950-х годов, после открытия  Е. Ф. Гроссом и H. А. Каррыевым оптического спектра поглощения экситона в закиси меди, было дополнено получившими интенсивное развитие экситонными исследованиями.

### Физтех
В 1944 году Е. Ф. Гросс по приглашению академика А. Ф. Иоффе переходит в Физико-технический институт, оставаясь по совместительству сотрудником НИФИ ЛГУ. В Физтехе Е. Ф. Гроссом была создана оптическая лаборатория, активно сотрудничавшая с ЛГУ, и явившаяся базой для практических занятий студентов и аспирантов на высококлассном оборудовании.
В это время им были продолжены исследования комбинационного рассеяния света (изучение рассеяния второго порядка в кристаллах, позволяющее спектроскопически наблюдать весь упругий спектр решетки; исследования водородной связи в кристаллах и жидкостях и др.). Научные интересы Ε. Φ. Гросса смещаются к изучению электронных спектров кристаллов. Эти исследования учёный проводит главным образом в Физико-техническом институте.

### Экситонные спектры полупроводников

Спектр поглощения вблизи края запрещённой зоны в прямозонном полупроводнике с участием экситонов (сплошные линии) и без учёта экситонных эффектов (штриховая линия).

Особое значение получило открытие водородоподобного спектра экситона в поглощении кристалла закиси меди. Оно явилось первым экспериментальным доказательством существования в полупроводниковых кристаллах квазичастиц — экситонов, предсказанных Я. И. Френкелем в 1931 г., и послужило началом широких исследований экситонных состояний в физике твердого тела.
Спектр экситона Ванье — Мотта — Гросса в кристалле Cu2O впервые наблюдал в 1951 году Е. Ф. Гросс (результаты опубликованы в 1952 году совместно с H. А. Каррыевым) и независимо — M. Хаяси (M. Hayasi), но экситонная интерпретация спектра в работе японского автора отсутствовала.
После этого открытия Е. Ф. Гроссом были организованы исследования по оптике полупроводников в Физико-Техническом институте и на Кафедре молекулярной физики в Университете. Он привлёк многих студентов своей университетской кафедры и выпускников физического факультета. Многие из них в дальнейшем составили основу научно-исследовательских коллективов, работавших под руководством учёного в университете и в физтехе. В 1965 году Е. Ф. Гросс с целью интенсивного развития экситонного направления создал целевую группу, в которую вошли студенты третьего курса физического факультета. Подавляющее большинство из работавших с ним продолжило эти работы в созданной Е. Ф. Гроссом новой лаборатории Института полупроводников АН СССР.
За открытие и изучение свойств экситона Е. В. Гроссу и его сотрудникам Б. П. Захарчене и А. А. Каплянскому была присуждена Ленинская премия по физике в 1966 году.
Е. Ф. Гроссом и Б. П. Захарченей были проведены новые исследования эффекта Зеемана, которые показали, что в спектре экситона кристалла закиси меди имеет место только квадратичный эффект, определяемый диамагнетизмом, а обычный линейный эффект, связанный с парамагнетизмом, отсутствует или очень мал. Большая величина диамагнитного смещения в эффекте Зеемана Cu2О указывает на огромный диамагнетизм экситона. Величина диамагнитного смещения дала возможность определить размеры экситона. Расчеты также позволили сделать вывод об огромных размерах диаметра экситона — порядка нескольких сот ангстрем. О существовании в кристаллической решетке таких огромных квазиатомов-экситонов говорит наблюдение трёх независимых явлений: водородоподобной сериальной зависимости, эффекта Зеемана и эффекта Штарка.
Е. Ф. Гроссом (с Б. П. Захарченей и П. П. Павинским) при изучении серии в Cu2О в магнитном поле были обнаружены новые явления. Появление полос за границей серии, в магнитном поле, было связано с диамагнитными уровнями Ландау, теория которых относится к свободным носителям тока в кристалле. В случае экситона на эти уровни накладывается тонкая структура (проявляющаяся в спектре в виде линий на фоне полос), обусловленная слабыми кулоновскими силами, действующими между дыркой и электроном и за границей серии. Расстояние между полосами поглощения за границей серии в магнитном поле определяется величиной, являющейся полусуммой циклотронных частот электрона и дырки — «циклотронной частотой экситона».
В 1950-е—1960-е годы Е. Ф. Гроссом и его учениками исследованы разнообразные свойства экситонов в различных соединениях, что сняло неопределённость в понимании принадлежности водородоподобной структуры на краю поглощения экситонам Ванье — Мотта — Гросса. Работы, проведённые на кафедре молекулярной физики, эти опыты показали участие экситонов в фотоэлектрических процессах: были изучены излучательные процессы с участием экситонов, экситон-примесных комплексов и взаимодействие экситонов с фононами. Исследователи показали, что экситоны могут разрушаться или локализоваться около поверхности. Ими впервые обнаружены экситонные состояния в суперионных кристаллах, где одна подрешётка сильно разупорядочена. В сильных магнитных полях исследования показали, что так называемые уровни Ландау имеют экситонное происхождение. Много новых данных было получено при изучении оптических свойств разбавленных магнитных полупроводников.
Евгением Фёдоровичем Гроссом выполнено более 200 научных исследований, опубликованных в различных научных журналах. Часть этих научных работ, как уже отмечено, выполнялась им совместно с сотрудниками и учениками.

### Школа
Е. Ф. Гросс создал новое научное направление в физике твердого тела — спектроскопия полупроводников, а на кафедре физики твердого тела в Университете и в Физико-техническом институте им. А. Ф. Иоффе РАН сформировалась научная школа Е. Ф. Гросса
В автобиографии он называет следующих исследователей, принадлежащих к этой школе физиков нового поколения: М. Ф. Вукс, В. Н. Цветков, И. Г. Михайлов, Н. А. Кузьмин, А. В. Коршунов, Ш. Ш. Раскин, Е. В. Комаров, А. И. Стеханов, В. И. Вальков, К. В. Нельсон, В. А. Колесова, Б. П. Захарченя, И. И. Новак, А. А. Каплянский, В. А. Селькин, Б. С. Разбирин, В. В. Соболев, М. А. Якобсон, Б. В. Новиков, М. Л. Белле, А. А. Шултин, И. М. Гинзбург, И. Пастернак, Л. Г. Суслина, Р. И. Шахмаметьев.
Но, конечно, это далеко не все, кто воспринял от учёного его мировоззрение, методику экспериментальных исследований и теоретического осмысления их результатов, — способность находить должное направление дальнейших фундаментальных изысканий, искать новые пути их развития. В числе их и те, кто слушал его лекции, читая которые, по словам доцента В. М. Сарнацкого, «Евгений Федорович… эмоционально и энергично рассказывал о физике кристаллов, о перспективах исследования и практического применения полупроводников». Вероятно, такая увлечённость учёного в немалой степени обусловлена его большим интересом к изобразительному искусству, которое Евгений Фёдорович очень хорошо знал и понимал.

## Медаль Е. Ф. Гросса
В 2012 году Оптическое общество имени академика Д. С. Рождественского учредило ежегодно присуждаемую Медаль Е. Ф. Гросса, которой награждаются известные учёные за выдающиеся исследования по спектроскопии полупроводников и диэлектриков и наноструктур на их основе.
Первыми в 2012 году медалью были награждены Нобелевский лауреат, академик Ж. И. Алферов, профессора СПбГУ В. Ф. Агекян, И. Х. Акопян, Б. В. Новиков, сотрудники ФТИ РАН академик А. А. Каплянский и доктора физ.-мат. наук Ю. Г. Кусраев, С. А. Пермогоров и Б. С. Разбирин.

### Комментарии
1. ↑   После Е. Ф. Гросса кафедрой (ныне физики твёрдого тела) последовательно заведовали профессора: с 1972 г. - И. Г. Михайлов (1907—1984), с 1981 г. - В.А.Шутилов (1926—1985), в 1985 г. (и.о.) - С.В.Карпов (1941—2013), с 1986 г. - Почётный профессор СПбГУ[17] Б.В.Новиков[18] (1933—2024), с 2011 г. - Почётный профессор СПбГУ[17] В.Ф.Агекян, с 2016 г. -  С.Ю.Вербин[19].
2. ↑  Медалью Е. Ф. Гросса были также награждены[31]: в 2013 году — В. М. Агранович, Нобелевский лауреат А. И. Екимов, С. А. Москаленко, А. А. Онущенко, А. В. Селькин, Е. Д. Трифонов, Ал. Л. Эфрос; в 2014 году — В. Ю. Давыдов, академик Л. В. Келдыш, В. И. Сафаров; в 2015 году — В. П. Кочерешко, академик В. Б. Тимофеев, D. Fröhlich; в 2016 году — Б. З. Малкин, Ч. Б. Лущик; в 2017 году — А. Н. Резницкий, Д. Р. Яковлев; в 2018 году — Р. И. Джиоев, Д. Л. Фёдоров, Е. Б. Шадрин; в 2019 году — чл.-корр. РАН П. С. Копьёв, А. Н. Старухин; в 2020 году — А. В. Кавокин, В. К. Калевич; в 2021 году — академик Е. Б. Александров, В. С. Запасский; в 2022 году — академик Р. А. Сурис, В. Л. Коренев[34][источник не указан 938 дней]